# Деревянко, Анна Антоновна
Анна Антоновна Деревянко (13 февраля 1914, Николаевка, Екатеринославская губерния — 7 мая 1996, Николаевка, Днепропетровская область) — передовик советского сельского хозяйства, звеньевая колхоза имени Чкалова Новомосковского района Днепропетровской области. Герой Социалистического Труда (1949).

## Биография
Родилась 13 февраля 1914 года в селе Николаевка (ныне Новомосковского района Днепропетровской области) в украинской крестьянской семье. С ранних лет помогала в хозяйстве, в результате чего образования не получила, была неграмотной.
С 1941 по 1943 годы проживала на оккупированной территории. После освобождения села в 1943 году вновь стала работать в колхозе имени Чкалова, а позже перешла трудиться звеньевой. В 1948 году получила высокий урожай зерновых — 30,1 центнер пшеницы с гектара на площади 20 гектаров.
Указом Президиума Верховного Совета СССР от 4 марта 1949 года за получение высоких показателей в сельском хозяйстве и рекордные урожаи зерновых Анне Антоновне Деревянко было присвоено звание Героя Социалистического Труда с вручением ордена Ленина и медали «Серп и Молот».
Продолжала трудовую деятельность в колхозе до выхода на заслуженный отдых.
Проживала в родном селе. Умерла 7 мая 1996 года. Похоронена на сельском кладбище.

## Награды
- Медаль «Серп и Молот» (04.03.1949);
- дважды орден Ленина (04.03.1949, 29.05.1951);
- Орден Трудового Красного Знамени (09.06.1950);
- медали.